# 卵叶梨果寄生
卵叶梨果寄生（学名：Scurrula chingii），为桑寄生科梨果寄生属下的一个种。

## 扩展阅读
維基物種上的相關：卵叶梨果寄生